# Seilkamera

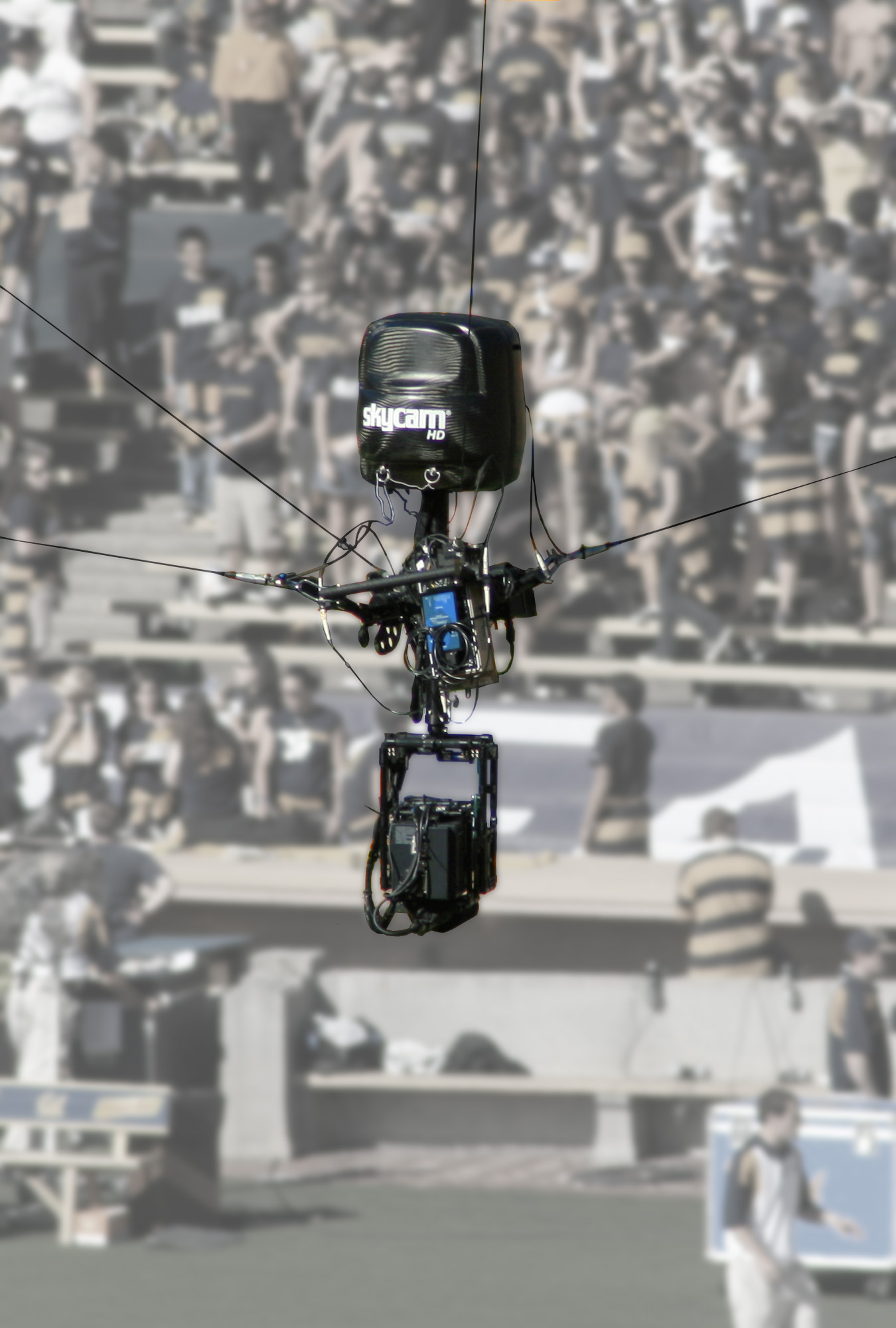
Eine SkyCam HD bei einer Football-Übertragung in den USA.

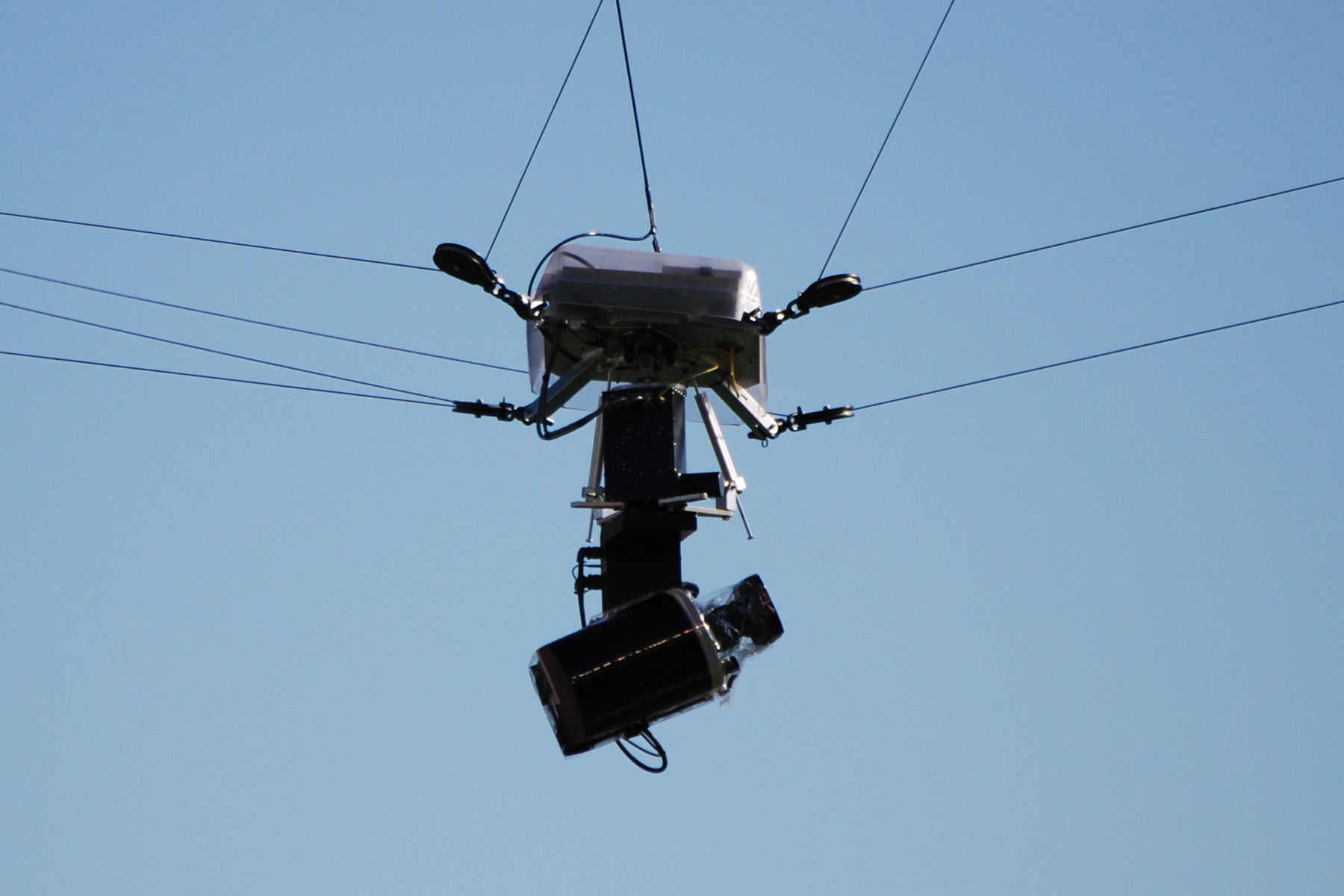
Die Kamera ist an mehreren Seilen befestigt.

Eine Seilkamera (auch als Spidercam bekannt) ermöglicht es, eine auf einem Kamerawagen befestigte Film- oder Fernsehkamera entlang von gespannten Seilen per Fernbedienung zu bewegen.
Dadurch unterscheidet sie sich von einer Skycam oder Spidercam, die zentral von einem Kameramann und einem Kamera-Piloten über Drahtseile gesteuert und durch Motoren bewegt wird und dadurch ein begrenztes Stadion oder eine Halle abdecken kann. 

## Aufbau und Funktionsprinzip
Eine Film- oder Fernsehkamera wird an der Unterseite eines Kamerawagens befestigt. Meist wird zusätzlich ein stabilisierter Kamerakopf verwendet, um einerseits ein Verwackeln der Aufnahmen zu vermeiden und um andererseits, zusätzlich zur Bewegung des Kamerawagens, auch die Kamera selbst bewegen zu können. Mit Hilfe von gespannten Seilen, die im Regelfall an Kränen befestigt werden, kann der Kamerawagen bewegt werden. Je nach Aufbau des Systems reichen die Bewegungsmöglichkeiten von Fahrten entlang einer Achse, z. B. eine horizontale Fahrt, bis hin zu dreidimensionaler Bewegungsfreiheit. Die Steuerung des Systems erfolgt grundsätzlich ferngesteuert vom Boden aus, wobei Kamera und Kamerawagen separat bedient werden. Die Bildübertragung erfolgt per Funk oder in den Führungsseilen verarbeiteten Glasfaserkabeln.

## Einsatzbeispiele
- Ich bin Kuba (1964): Ein bemerkenswertes Beispiel für den frühen Einsatz eines Seilkamerasystems stellt die Anfangsszene des Films dar, in der die Kamera quer durch ein Hotel hindurch, über eine Menschenmenge hinweg und schlussendlich hinab in einen Swimmingpool fährt. Hierfür wurde nicht, wie man vermuten könnte, die Kamera an Seile gehängt, sondern mehrere Kameraleute, die entlang der Seile gezogen wurden und die Kamera immer weiterreichten.
- Resident Evil (2002): Der Schlussshot zeigt die Protagonistin, wie sie eine Pumpgun lädt. Die Kamera bewegt sich nach oben von ihr weg und gibt einen Blick auf die ausgestorbene Stadt frei.
- Troja (2004): Die langen Fahrten über das Schlachtfeld wurden mit einem zweidimensionalen Seilkamerasystem verwirklicht.
- Deutschland sucht den Superstar (seit 2004): In den Mottoshows, welche live gesendet werden, wird eine Seilkamera eingesetzt, die das gesamte Studio abfliegen kann.
- Bei den Olympischen Spielen 2008 in Peking wurden mehrere Seilkameras eingesetzt.
- Bei der jährlichen Sommerausgabe von Wetten, dass..? in der Stierkampfarena Coliseo Balear in Palma de Mallorca wurde eine Seilkamera eingesetzt, um die ganze Arena zu überfliegen.
- Um Kulturpflanzen sehr präzise zu vermessen und zu überwachen, hat die Gruppe für Kulturpflanzenwissenschaften der ETH Zürich im Jahr 2016 eine Seilkamera mit zusätzlichen Sensoren als Feldphänotypisierungsanlage in Lindau-Eschikon in Betrieb genommen.[1]

## Unfall
- Im August 2016 wurden beim Absturz einer Seilkamera in Rios Olympiapark mehrere Menschen verletzt.[2]

## Hersteller von Seilkamera-Systemen
Beispiele:
- CAMCAT (Österreich, 1995 entwickelt)[3]
- Spidercam (Deutschland und Österreich)[4]
- Speedline (Deutschland)[5]